# Resolutie 2038 Veiligheidsraad Verenigde Naties
Resolutie 2038 van de Veiligheidsraad van de Verenigde Naties werd op 29 februari 2012 unaniem aangenomen door de VN-Veiligheidsraad. Middels de resolutie werd Hassan Jallow, de openbaar aanklager van het Rwanda-tribunaal, tevens aangesteld als openbaar aanklager van het Internationaal Restmechanisme voor Straftribunalen. Dit Mechanisme was de opvolger van zowel het Rwanda-tribunaal als het Joegoslavië-tribunaal.

## Inhoud
De Veiligheidsraad:
- Herinnert aan resolutie 1966 uit 2010.
- Met betrekking tot artikel 14 paragraaf °4 van het statuut van het Internationaal Restmechanisme voor Straftribunalen.
- Overwoog de nominatie van Hassan Jallow als openbaar aanklager door de secretaris-generaal.
- Volgens artikel 7 paragraaf a van de overgangsregeling (van aparte tribunalen naar één mechanisme) mag de openbaar aanklager van het mechanisme tegelijk openbaar aanklager van het Rwanda-tribunaal (deze functie werd bekleed door Hassan Bubacar Jallow) zijn.
- De Rwanda-tak van het Mechanisme zou op 1 juli 2012 in werking treden.
- Besluit Hassan Bubacar Jallow aan te stellen als openbaar aanklager van het Mechanisme met ingang op 1 maart 2012 voor een termijn van vier jaar.

## Verwante resoluties
- Resolutie 2013 Veiligheidsraad Verenigde Naties (2011)
- Resolutie 2029 Veiligheidsraad Verenigde Naties (2011)
- Resolutie 2054 Veiligheidsraad Verenigde Naties
- Resolutie 2080 Veiligheidsraad Verenigde Naties

Lijst ·  2033 ·  2034 ·  2035 ·  2036 ·  2037 ·  2038 ·  2039 ·  2040 ·  2041 ·  2042 ·  2043 ·  2044 ·  2045 ·  2046 ·  2047 ·  2048 ·  2049 ·  2050 ·  2051 ·  2052 ·  2053 ·  2054 ·  2055 ·  2056 ·  2057 ·  2058 ·  2059 ·  2060 ·  2061 ·  2062 ·  2063 ·  2064 ·  2065 ·  2066 ·  2067 ·  2068 ·  2069 ·  2070 ·  2071 ·  2072 ·  2073 ·  2074 ·  2075 ·  2076 ·  2077 ·  2078 ·  2079 ·  2080 ·  2081 ·  2082 ·  2083 ·  2084 ·  2085